# Carlota, condesa de Issoudun
Carlota de Borbón (Londres, 13 de julio de 1808-Turín, 13 de julio de 1886) fue una noble francesa hija de la relación del príncipe Carlos Fernando de Artois, duque de Berry con la inglesa Amy Brown.

## Biografía
Carlota nació el 13 de julio de 1808. Sus padres se había conocido en el otoño del año anterior durante las funciones en la londinense Royal Opera House. Posteriormente de la relación entre sus padres nacería su hermana Luisa. El 30 de noviembre de 1809 fue bautizada en la capilla católica de Su Majestad Católica en Londres.
Como consecuencia de la Restauración borbónica en Francia, Amy Brown se instala en París con sus dos hijas. El 20 de febrero de 1820 su padre es víctima de un atentado en la ópera, al ser herido de muerte con un puñal por Louvel. Esa noche revela a su esposa, la princesa María Carolina de las Dos Sicilias (con quien había contraido matrimonio en 1816 y fruto del mismo una hija, Luisa María) la existencia de sus dos hijas con Amy Brown. Sus hijas acuden a la ópera a despedirse de su padre agonizante y son acogidas por la duquesa de Berry, quien declara que las acogerá como unas hijas y velará por ellas. Tras la muerte de su padre son protegidas por la familia de este. El 9 de junio de 1820, su tío abuelo, Luis XVIII, le concede carta de naturaleza como francesa y el día siguiente, el título de condesa de Issoudun y un escudo de armas propio. En los mismos días su hermana es igualmente naturalizada francesa y creada condesa de Vierzon. El monarca también pensionará personalmente a cada una de las hermanas. Mantienen relación con sus hermanos de padre, Luisa y Enrique, duque de Burdeos, acompañándoles en sus juegos en el castillo de Bagatelle.
El 1 de octubre de 1823 contrae matrimonio con Fernando, conde (después príncipe) de Faucigny-Lucinge, militar:
- Carlos (1824-1910)
- Luis (1828-1907)
- Enrique (1831-1899)
- Margarita (1833-1921)
- Renato (1841-1911)

En particular, es la antecesora de Jean de Broglie y Anne-Aymone Giscard d'Estaing.
Murió en 1886 en su villa cerca de Turín.